# Orchis colemanii
Orchis colemanii är en orkidéart som beskrevs av Fabrizio Cortesi. Orchis colemanii ingår i släktet nycklar, och familjen orkidéer. Inga underarter finns listade i Catalogue of Life.